# Pim Jacobs
Pour les articles homonymes, voir Jacobs.
Willem Bernard "Pim" Jacobs, né le 29 octobre 1934 à Hilversum et mort le 3 juillet 1996 à Tienhoven, est un pianiste de jazz, compositeur et présentateur de télévision néerlandais.

## Biographie

### Jeunesse
Jacobs naît le 29 octobre 1934 à Hilversum aux Pays-Bas. Ses parents sont des artistes. Il commence à jouer du piano à l'âge de six ans. Son frère, Ruud, né en 1938, devient bassiste de jazz.

### Carrière
Pim et Ruud forment un trio avec le batteur Wessel Ilcken (en) en 1954. Le groupe s'agrandit avec l'arrivée du guitariste Wim Overgaauw (en) et de la femme de Ilcken, Rita Reys. Le trio enregistre avec Herbie Mann en 1956. Après la mort d'Ilcken en 1957, Pim Jacobs et Reys se produisent en duo ou en trio avec Overgaauw, et se marient en 1960. Ils enregistrent et jouent souvent dans des festivals de jazz en Europe et à la Nouvelle-Orléans, « leur programme typique comprenant des arrangements de standards de musique vocale ainsi que du contenu bebop ». Il compose également de la musique de film.
« Jacobs travaille également comme producteur d'émissions de radio et de télévision non jazz à partir de 1964, dirige brièvement le Go Go Club à Loosdrecht, près de Hilversum, à partir de 1967, et enregistre avec Herbie Mann, Bob Cooper, Louis van Dijk (en) et son propre trio. ». Pour la télévision, il anime le spectacle musical Music for All. Dans les années 1970 et 1980, il présente des concerts dans les écoles.

### Mort et hommage
Il meurt le 3 juillet 1996 à Tienhoven. Le théâtre Pim Jacobs à Maarssen porte son nom.
Un neveu, Bobby Jacobs (en), devient membre du groupe de rock Focus.

## Discographie

### En tant que leader/co-leader
| Année d'enregistrement | Titre                       | Label     | Notes |
| ---------------------- | --------------------------- | --------- | --- |
| 1958                   | The Jacobs Brothers in Jazz | Fontana   | Quelques morceaux en trio avec Wim Overgaauw (guitare), Ruud Jacobs (batterie) ; quelques morceaux en trio avec Ruud Jacobs (basse), Cees See (batterie) ; quelques morceaux avec Herman Schoonderwalt (sax alto), Ruud Jacobs (sax ténor), Jan Fens (basse), Rudy Pronk (batterie) ; quelques morceaux avec Ado Broodboom (trompette), Tommy Green (trombone), Theo Loevendie (sax alto), Herman Schoonderwalt (sax ténor), Toon Van Vliet (sax baryton), Ruud Jacobs (basse), Cees See (batterie) ; quelques titres avec Maup Cohen, Lucien Grignard, Piet Kelfkens et Sem Nijveen (violon), Lo Van Broekhoven (alto), Jules De Jong (violoncelle), Ruud Jacobs (basse), Cees See (batterie). |
| 1965                   | School Concert              | Philips   | Trio, avec Wim Overgaauw (guitar), Ruud Jacobs (bass). |
| 1982                   | Come Fly with Me            | Philology | Trio. |
| 1986                   | Fingers Unlimited           | Polydor   | Quintet, codirigé avec Louis van Dijk (en). |

### En tant que musicien de studio
Avec Bob Cooper
- Milano Blues (Fresh Sound, 1957)[4]

Avec Herbie Mann
- Herbie Mann with the Wessel Ilcken Trio (Epic, 1956 [1958])

Avec Rita Reys
- Rita Reys (Philips, 1957)[5]
- Marriage in Modern Jazz (1960)
- That Old Feeling (Columbia, 1979)[5]
- Swing and Sweet (Blue Note, 1990)[5]

## Musique de film
- 1958 : Glas, court-métrage documentaire ayant reçu l'Oscar du meilleur court métrage documentaire en 1960.